# شاه ملك
شاه ملك, أو شاه مالك أو شاهملك, هو أمير تركي من الأوغوز، له مغامرات في شمال إفريقيا.

## سيرته
كان شاه ملك ابن لأحد أمراء الأتراك في الشرق، لكن حصل له ضرف ما جعله يخرج من بلاده، فخرج و معه جيش من 100 فارس، فوصل إلى مصر الفاطمية و نزل ضيفا لدى الأفضل شاهنشاه أمير الجيوش الذي أعطاه المال و الإقطاع، لكن شاه ملك و على ما يبدوا فعل ما أغضب الأفضل أمير الجيوش فطرده, و هرب شاه ملك و جيشه، ثم نجحوا في الحصول على أسلحة و دواب بالحيلة و مضوا نحو الغرب، عندما وصل إلى طرابلس تسقط أخبارها فوجد أن الناس يكرهون واليهم، فنسق مع بعض الأهالي تسليم المدينة و وعدوه أن يفتحوا له الأبواب، و تم ذلك و فر الحاكم و أخذ شاه ملك منصبه.
لكن عندما سمع تميم بن المعز بما حصل، ذهب و حاصر طرابلس و ضيق عليها، حتى اضطر أهلها أن يفتحوا الأبواب، و استسلم شاه ملك و جيشه و تم اعتقاله و أخذه للمهدية، و سعد تميم به و بمن معه و قال "وُلِد لي مائة ولد أنتفع بهم" و أصبح لشاه ملك مكانة و منزلة في الدولة الزيرية و أكرمه تميم و رتب له مبلغ من المال, لكن الغزي لم يشبع و لم يرضي و اعتبر ما أعطاه له تميم شيئا رخيصا، و وصل أبا الطاهر كلام قاله شاه ملك عنه فبدأ يتخوف منه و يخشاه, كما حذر ابنه يحيى منه، و قد كان شاه ملك داهية خبيثا ذو مكر، يقابل الإحسان بالجحود و نكران الجميل, فعندما أحس خوف تميم أضمر ذلك في نفسه، بدأ يتقرب من يحيى بن تميم حتى أصبح صديقه.
و في يوم من أيام عام 488هـ / 1095، خرج يحيى للصيد و معه 100 فارس زيري و أصدقائه و من بينهم شاه ملك و جنده، فعندما ابتعدوا كثيرا، غدر شاه ملك به و اختطفه و معه مجموعته و هرب بهم، لكن نجا حد أصحاب حيى من عملية الاختطاف فذهب و أعلم تميم بما حصل، فجهز تميم الجيش لملاحقة الترك, لكن شاه ملك سبقهم و دخل مدينة صفاقس المستقلة و المعادية لآل باديس، و خرج حمو بن مليل أمير صفاقس و رحب بيحيى، لكن حمو بدأ يتخوف من وجود يحيى فعرض على تميم أن يسلمه ولده و يسلم له تميم أبناء شاه ملك و ما بقي من الترك و تم ذلك, و جاء تميم و حاصر صفاقس شهرين برا و بحرا فضاق شاه ملك بها و لجئ مع الغز إلى قابس المحكومة من بنو جامع.
لم تنتهي حروب شاه ملك، فبين عامي 489هـ / 1096 و 493هـ / 1000، جاء المثنى بن تميم إلى قابس و شجع حاكمها مكي بن كامل الدهماني أن يهاجم الدولة الباديسية، فاصطحب معه شاه ملك و الترك و هاجموا صفاقس، ثم انسحبوا للمهدية فاشتبك معهم يحى و هزمهم، و هذا آخر ما خبر عن شاه ملك، و لا يعرف ما حصل له بعدها.